# Алайбеглия
Алайбеглия, още Алайбегия или Алайбеглий (на албански: Burim или Burimi, Бурим, Бурими), е село в Република Албания, част от община Дебър, административна област Дебър.

## География
Селото е разположено в историкогеографската област Поле в западното подножие на планината Дешат.

## История

### Праистория
Край селото е открито раннонеолитно селище.

### В Османската империя
Алай бег джамия в селото е от 1578 година и е обявена за паметник на културата.
В „Етнография на вилаетите Адрианопол, Монастир и Салоника“, издадена в Константинопол в 1878 година и отразяваща статистиката на населението от 1873 година, Алайбеговци (Alaybégovtzi) е посочено като село с 42 домакинства, като жителите му са 90 албанци мюсюлмани и 26 българи.
На Етнографската карта на Битолския вилает на Картографския институт в София от 1901 година Алай Бегли е чисто албанско село в Дебърската каза на Дебърския санджак с 82 къщи.

### В Албания
След Балканската война в 1913 година селото попада в новосъздадена Албания.
В 1915 година, по време на Първата световна война, селото е анексирано от Царство България. Към 1 март 1916 година Алай Беглий е център на Алайбеглийската община на българската Дебърска околия.
През Първата световна война австро-унгарските военни власти провеждат преброяване в 1916 – 1918 година в окупираните от тях части на Албания и Алайбег е регистрирано като село с 409 албанци и 4 цигани, всичко 413 мюсюлмани. Езиковедите Клаус Щайнке и Джелал Юли смятат резултатите от преброяването за точни.
В рапорт на Сребрен Поппетров, главен инспектор-организатор на църковно-училищното дело на българите в Албания, от 1930 година Алай беглия е отбелязано като село с 80 къщи.
До 2015 година селото е част от община Макелари.